# Thogsennia
Thogsennia là một chi thực vật có hoa trong họ Thiến thảo (Rubiaceae).

## Loài
Chi Thogsennia gồm các loài: